# Mezzana Mortigliengo
Mezzana Mortigliengo (Mzan-a Mortiengh in piemontese) è un comune italiano sparso di 483 abitanti, di cui la maggior parte anziani, della provincia di Biella in Piemonte.

## Geografia fisica
Il territorio comunale è lambito dalle acque del Lago delle Piane, originato da una diga sul Torrente Ostola in territorio di Masserano.

## Origini del nome
Il nome Mortigliengo deriverebbe secondo una leggenda locale da una cruenta battaglia che avrebbe lasciato sul campo un grande numero di morti. Alcuni storici individuano tale battaglia in quella dei Campi Raudii, che portò alla distruzione dei Cimbri da parte dei Romani, ma il nome Mortigliengo compare nella documentazione storica per la prima volta solo attorno all'anno Mille, in un diploma dell'imperatore Ottone III di Sassonia.
Mezzana si riferisce invece alla posizione del comune all'interno del territorio del Mortigliengo.

## Storia

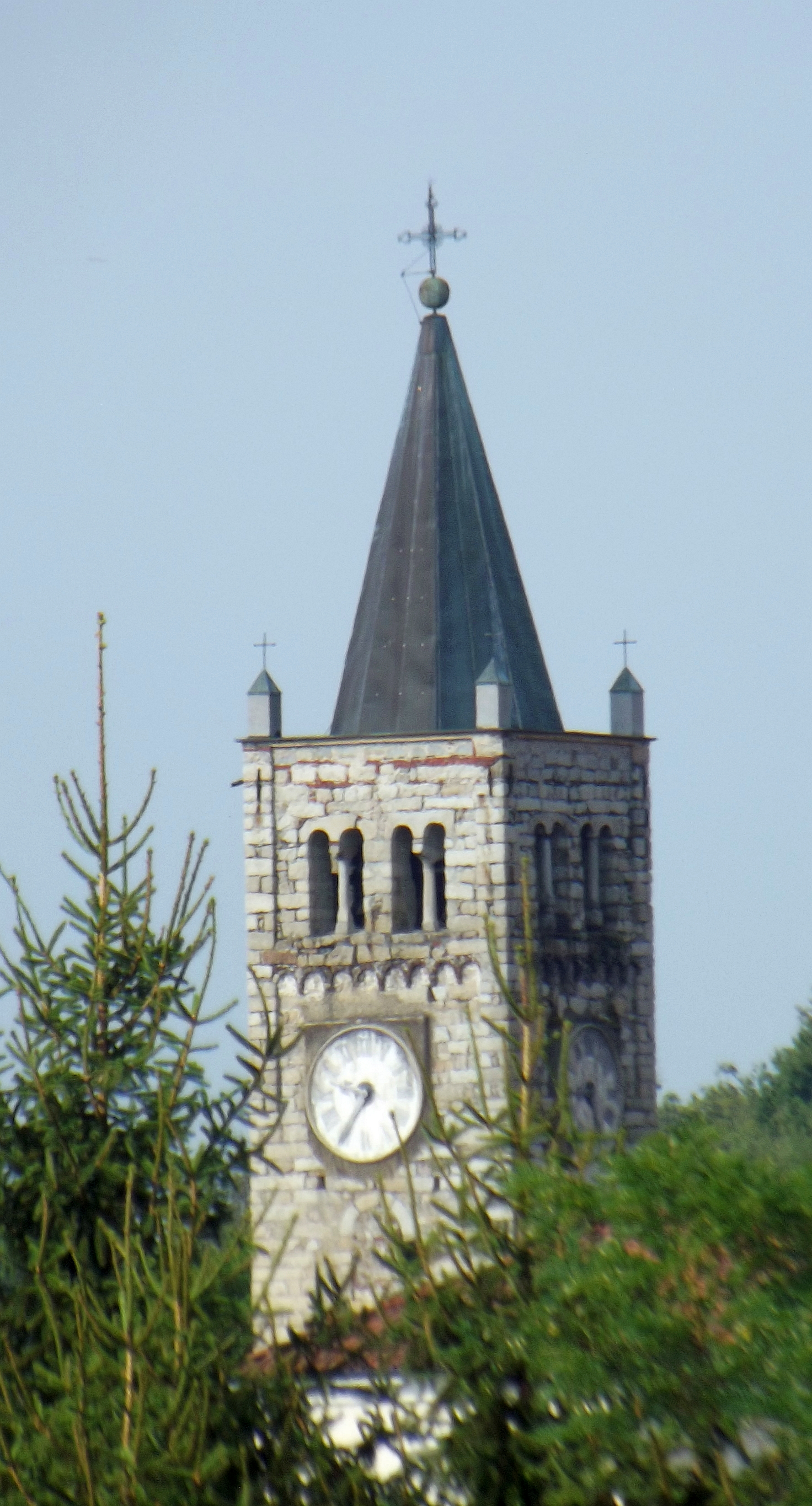
Il campanile medioevale

Il paese era in origine, con Soprana, Casapinta, Crosa e Strona, uno dei cinque cantoni che componevano la comunità del Mortigliengo.
Fino al XIII secolo questo territorio rimase quasi deserto e fu sede di una estesa foresta, che attorno all'anno Mille l'imperatore Ottone III donò al vescovo di Vercelli.
L'insediamento umano nella zona divenne quindi più denso e si stabilizzò; la sede parrocchiale era a Mezzana e nel 1243 il territorio passò sotto il controllo del Comune di Vercelli.
Nel 1351 il Mortigliengo fu ceduto alla famiglia Visconti e da questa, nel 1373, tornò nuovamente alla curia vercellese.
Gli abitanti della zona, analogamente a quelli di Biella, fecero atto di dedizione a Casa Savoia per evitare di ricadere sotto la signoria del vescovo Giovanni Fieschi, inviso alla popolazione.
Nel 1627 i centri abitati del Mortigliengo, che nel frattempo era stato elevato al rango di marchesato, si separarono tra di loro costituendo comuni autonomi; Mezzana rappresenta la parte centrale dell'antica comunità.

### Simboli
Lo stemma comunale è stato concesso con decreto del presidente della Repubblica del 9 gennaio 2004.
Il gonfalone è un drappo partito di verde e di rosso.

## Monumenti e luoghi d'interesse

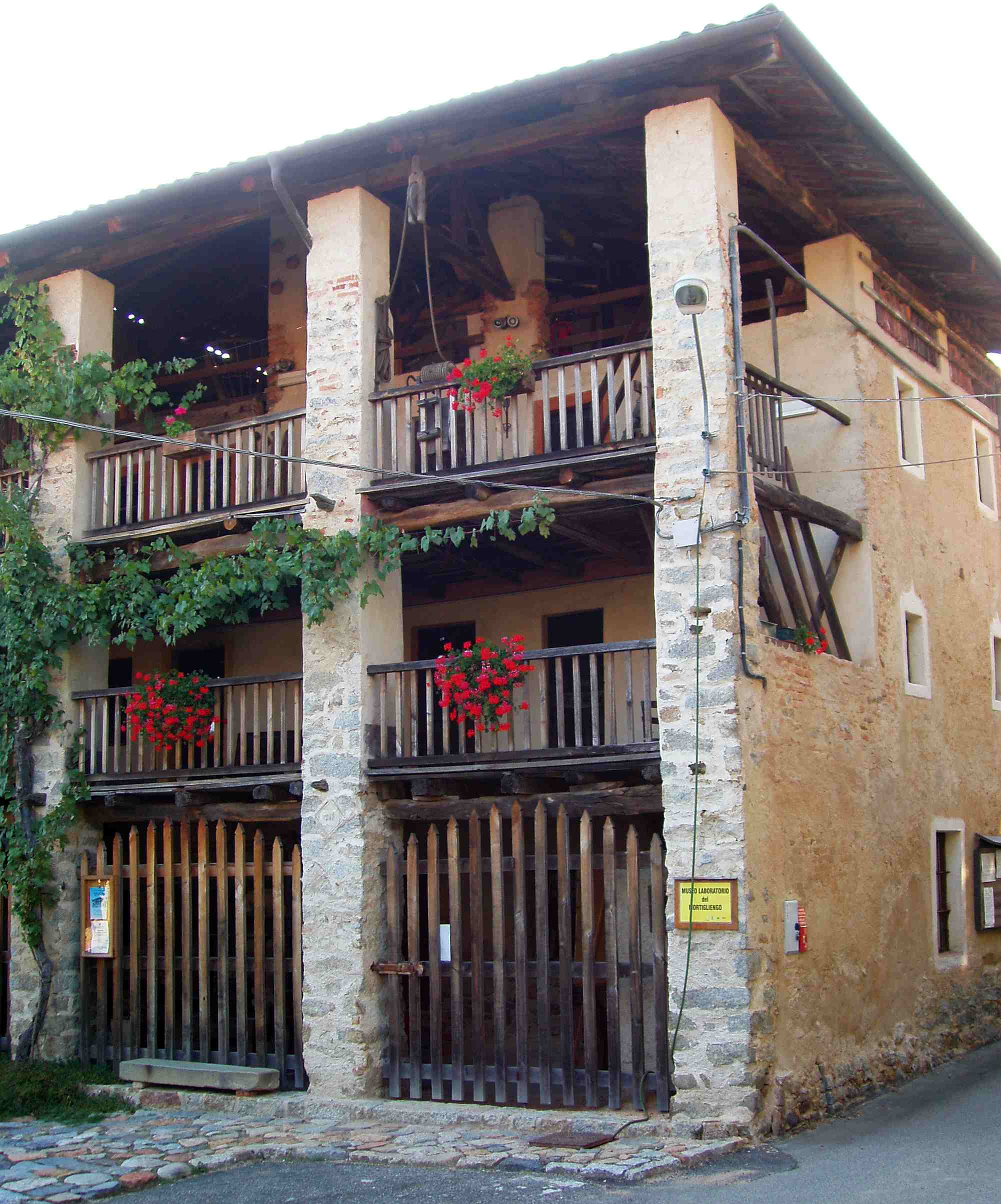
Il museo-laboratorio

### Architetture religiose
- Chiesa parrocchiale di San Bartolomeo, risalente al medioevo, ma rifatta nel XVII secolo.
- Campanile romanico del XII secolo; un tempo l'esterno della torre campanaria era impreziosito da un affresco raffigurante San Cristoforo, che in seguito venne staccato ed è oggi conservato, dopo un essere stato restaurato, all'interno della parrocchiale.
- Oratorio di San Rocco in frazione Montalto, dall'interno riccamente affrescato.

### Architetture civili
- In frazione Bonda si trova la cosiddetta Piazzetta degli artisti, una minuscola piazza decorata, come le viuzze del borgo, con murali e sculture artistiche. Ad una prima opera del pittore locale Celso Tempia a partire dagli anni Ottanta del Novecento si sono aggiunte, anno dopo anno, le realizzazioni di numerosi artisti italiani e stranieri, tanto che il paese è diventato una vera e propria galleria d'arte all'aperto.[7] Nella frazione si tengono inoltre durante l'estate rappresentazioni teatrali e concerti musicali.
- Museo laboratorio del Mortigliengo, una delle cellule museali dell'Ecomuseo del Biellese. Collocato in un edificio d'epoca in frazione Mino, il laboratorio documenta la vita quotidiana del passato e permette di sperimentare alcune tecniche di prima trasformazione dei prodotti agricoli come la produzione dell'olio di noci e dell'aceto di mele. È aperto al pubblico d'estate la domenica e nelle festività, mentre negli altri periodi dell'anno è visitabile su prenotazione.[8]

### Aree naturali
- Lago delle Piane

## Società

### Evoluzione demografica
Abitanti censiti

## Amministrazione

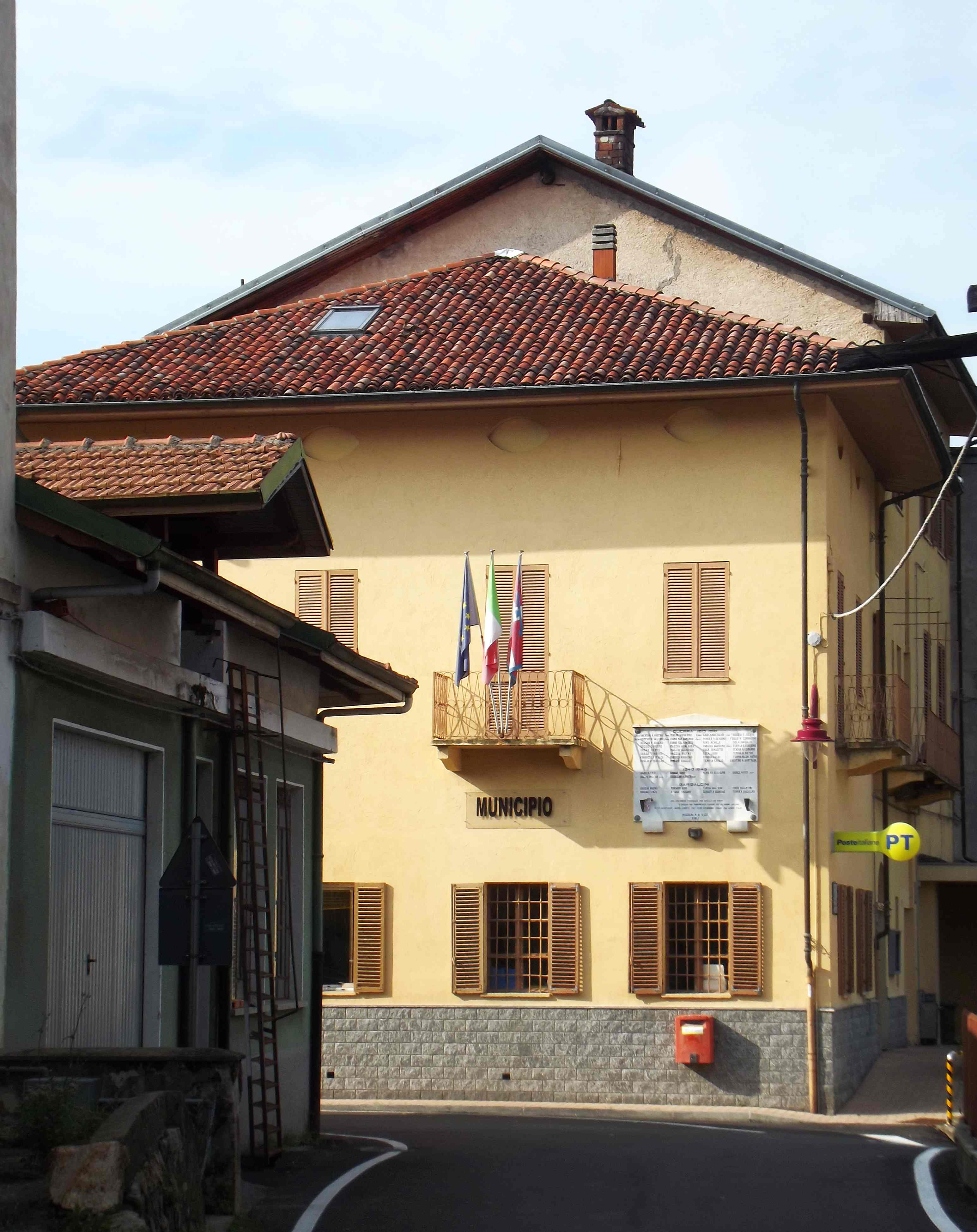
Il municipio

Il capoluogo del comune è collocato in frazione Cereie.
| Periodo        | Periodo        | Primo cittadino  | Partito                     | Carica  | Note        |
| -------------- | -------------- | ---------------- | --------------------------- | ------- | ----------- |
| 2003           | 2008           | Danilo Macchetto | lista civica                | Sindaco |             |
| 2008           | 2012           | Alfio Serafia    | lista civica                | Sindaco |             |
| 2012           | 10 giugno 2018 | Alfio Serafia    | lista civica Mezzana futura | Sindaco | II mandato  |
| 11 giugno 2018 | 14 maggio 2023 | Alfio Serafia    | lista civica Mezzana futura | Sindaco | III mandato |
| 15 maggio 2023 | in carica      | Corrado Sola     | lista civica Noi di Mezzana | Sindaco |             |

### Altre informazioni amministrative
Il comune ha fatto parte della Comunità montana Val Sessera, Valle di Mosso e Prealpi Biellesi, mentre fino al 2010 apparteneva alla Comunità montana Prealpi Biellesi, abolita in seguito all'accorpamento disposto dalla Regione Piemonte nel 2009.